# François Braun
François Braun (Belfort, 24 agosto 1962) è un politico francese, ha servito come ministro della salute e della prevenzione nel governo Borne dal luglio 2022 al luglio 2023.

## Biografia
François Braun è nato nel 1962. A partire dal 1984 ha lavorato come medico al pronto soccorso dell'Ospedale universitario di Nancy. All'inizio degli anni 2010 è diventato capo del "Dipartimento d'emergenza, Medicina polivalente, Giustizia e Precarità" presso l'Ospedale di Mercy nel centro ospedaliero regionale (Centre Hospitalier régional, CHR) di Metz-Thionville nel dipartimento della Mosella.
Nel 2014 e di nuovo nel 2020 è stato eletto presidente di SAMU-Urgences de France, un'associazione professionale di medici d'urgenza.
All'inizio di luglio 2022 è stato nominato ministro della salute nel governo Borne, succedendo a Brigitte Bourguignon. Il 20 luglio 2023 è stato licenziato nell'ambito di un rimpasto di governo. Il suo successore fu Aurélien Rousseau, che fino ad allora era stato direttore di gabinetto del primo ministro Élisabeth Borne.

## Attività di consulenza e ministro della salute e della prevenzione
In qualità di presidente di SAMU-Urgences de France, Braun ha assistito il presidente Emmanuel Macron prima che entrasse nel governo, in particolare durante la pandemia di COVID-19 in Francia. Nella campagna per le elezioni presidenziali del 2022, è stato membro del gruppo consultivo di Macron sulle questioni sanitarie. 
In considerazione della drammatica e acuta carenza di personale nella cura delle emergenze mediche in Francia, Macron ha commissionato a Braun una "missione flash" il 31 maggio 2022, in cui Braun ha fornito suggerimenti per garantire cure a breve termine ai medici e l'accesso della popolazione alle cure mediche necessarie con breve preavviso per l'estate 2022.
Il 30 giugno Braun ha presentato al primo ministro Élisabeth Borne il rapporto di 60 pagine, scritto in un mese da quattro medici e dal capo dell'Autorità sanitaria regionale della Normandia (ARS). Il documento conteneva un catalogo di 41 misure. Borne ha detto che avrebbe accettato tutti i suggerimenti. Una delle proposte centrali del rapporto Braun, criticata pubblicamente da altri medici d'urgenza, è quella di limitare l'accesso al pronto soccorso dell'ospedale ai pazienti che sono stati precedentemente ricoverati tramite un sistema di invio, ad esempio dopo una chiamata telefonica al servizio medico di emergenza. Meno di una settimana dopo, lo stesso Braun divenne ministro della sanità e fu quindi responsabile dell'attuazione delle proposte.